# Kloster Sankt Claren
Das ehemalige Kloster Sankt Claren ist ein denkmalgeschütztes Kloster in der Stadt Weißenfels in Sachsen-Anhalt. Im örtlichen Denkmalverzeichnis ist das Gebäude unter der Erfassungsnummer 094 11346 als Baudenkmal verzeichnet.

## Lage
Die Klosteranlage befindet sich seit 1301 in der mittelalterlichen Altstadt.
Davor lag sie außerhalb der Stadtmauern bei der Nikolaikirche, heute an der Kreuzung der Naumburger Straße und der Waltherstraße.

## Geschichte
Das Kloster wurde vom Markgraf Dietrich von Landsberg im Jahr 1284 gestiftet, auf Veranlassung seiner Tochter Sophie. Die Weihe fand am 4. Oktober 1285, dem Tag des Heiligen Franz von Assisi statt. Das Kloster gehörte zum Orden der Klarissen, dem weiblichen Zweig der Franziskaner. Es nahm nur Töchter aus adligen Familien auf.
1291 wurde Friedrich, ein Sohn des Markgrafen, in der Klosterkirche bestattet. 1292 wurde auch ein Haus von franziskanischen „Minderbrüdern“ (in domo fratrum minorum) in Weißenfels erwähnt, dessen genaue Lage nicht bekannt ist (in der Stadt oder bei dem Kloster?).
Da sich die Klarissenschwestern an der Landstraße nicht sicher fühlten, wurde das Kloster 1301 in die Stadt direkt an der Stadtmauer verlegt.
1304 wurde ein Chor in der Klosterkirche für die Brüder erwähnt, in dem Angehörige des Markgrafen bestattet wurden. Die Brüder müssen zu diesem Zeitpunkt in einem Teil des Klosters oder in dessen Nähe gelebt haben. Diese Konstellation ist bei Franziskanerklostern sonst nicht üblich, aber zum Beispiel bei Brigitten. Die franziskanischen Brüder wurden danach nicht mehr erwähnt.
Die 1350–1380 entstandene deutschsprachige Klosterchronik verbindet Stifterchronik und Schwesternbuch.
1539 wurde das Klarissenkloster aufgelöst. Dabei wurden die letzte Äbtissin Euphemia von Plausick sowie fünf ihrer katholischen Mitschwestern in das Kloster St. Marienthal verlegt, wo sie bis zu ihrem Tod bleiben konnten.

## Äbtissinnen
- Adelhaid (vor 1288)[5]
- Margaretha (1288)[6]
- Agnes (1297)[7]
- Sophia (1304–1318)[8]

## Weitere Nutzung
Margaretha von Watzdorff, die mit zwölf weiteren Schwestern zum evangelischen Glauben übergetreten war, wurde neue Äbtissin des Klosters. So wurde 1540 das katholische Kloster in ein evangelisches Frauenstift umgewandelt. Die Herzogin Sidonie von Sachsen aus dem Haus der Wettiner bewohnte mit einem Teil ihres Hofes alle nutzbaren Räume des Klosters. Mit Regina von Winckelhausen starb der evangelische Konvent im Jahr 1580 aus.
Im folgenden Jahr wurde das Gebäude durch das kurfürstliche Rentamt genutzt. Nach 1593 wurde es in ein Amtshaus umgewandelt. 1606 erwarb der Landrentmeister Johann Meißner das Gebäude.
Herzog August richtete 1664 in dem Gebäude das Gymnasium illustre Augusteum ein, auch wenn er das Gebäude erst 1668 erwarb. Bis 1746 lehrten acht Professoren in den Fakultätswissenschaften Theologie, Jurisprudenz, Medizin und Philosophie. Während der Regierungszeit der Herzöge von Sachsen-Weißenfels war hier zusätzlich der Amtssitz verschiedener Landesregierungskollegien. Später wurden die Archive der kursächsischen Regierungs- und Justizämter im Gebäude untergebracht.
Mit der Einrichtung des Schulmeisterhauptquartiers wurde zwischen 1837 und 1908 im Kloster ein königlich-preußisches Lehrerseminar, welches mehr als 20 Jahre durch Wilhelm Harnisch geleitet wurde, eingerichtet. Die letzten Schüler des Gymnasiums illustre Augusteum wurden die ersten Seminaristen. Der spätgotische Chor des Klosters wurde 1882 abgetragen und auf dem neuen Friedhof als Friedhofskapelle neu aufgebaut. Von 1910 bis 1952 befanden sich die Stadtbücherei und das städtische Museum im Kloster. Das Portal der Jüdenstraße wurde 1934 aus dem Gebäude gelöst und an die Nordseite des Klosters versetzt. Nachdem die Stadtbücherei und das städtische Museum aus dem Gebäude ausgezogen waren, wurde es von der Volkspolizei genutzt. Die Grabplatten, die sich noch immer im Boden befanden, wurden aus dem Boden gebrochen und in der Wand des kleinen Kreuzganges eingemauert. Dabei wurden einige Grabplatten stark beschädigt. Die Polizei zog 1995 aus dem Gebäude aus, es folgte eine Entkernung des Gebäudes, und seitdem steht es leer. Der 2011 gegründeter Bürgerverein Kloster Sankt Claren macht sich für den Erhalt und die Wiederzugänglichkeit für die Öffentlichkeit des Klosters stark.

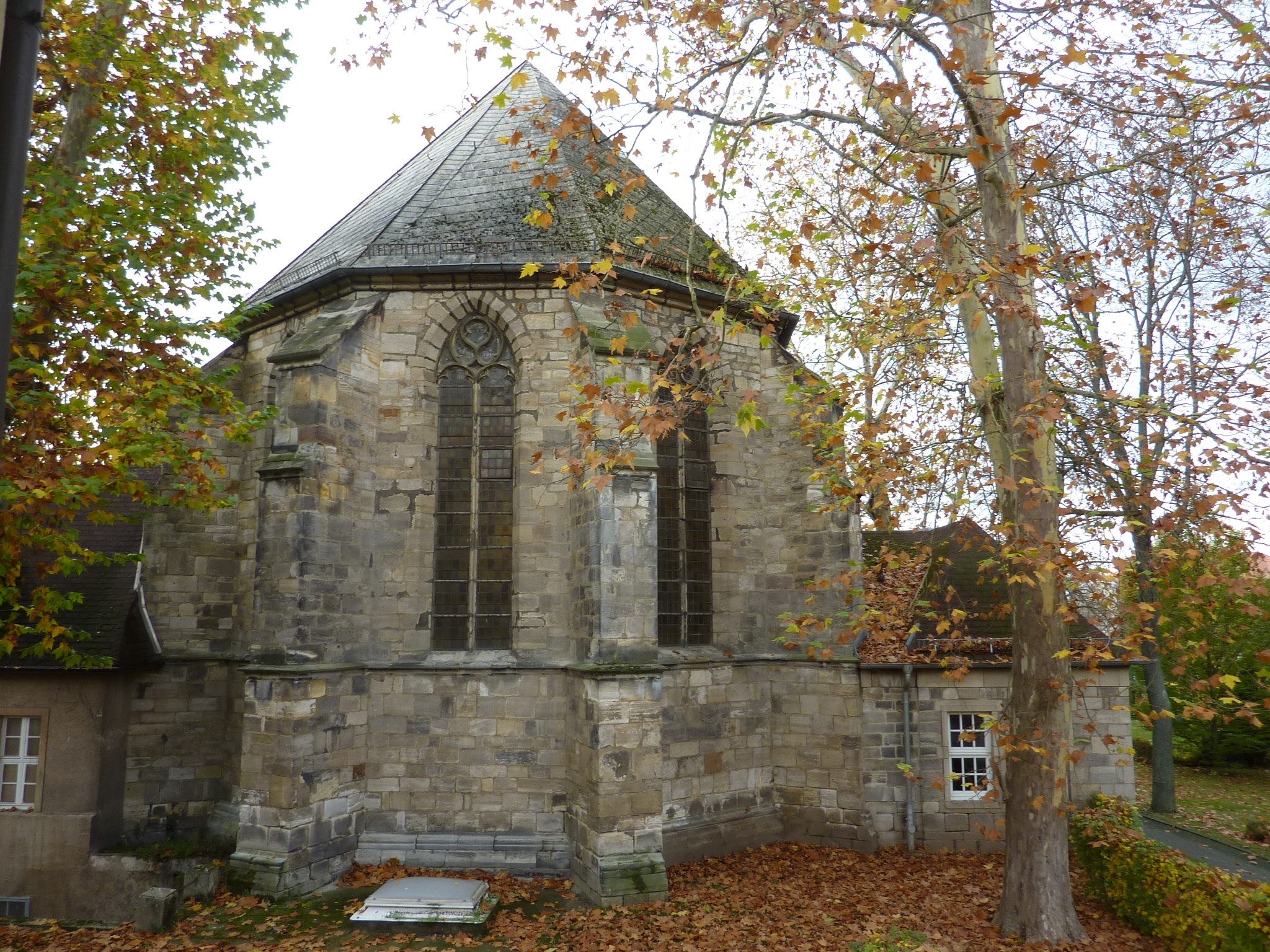
Ehemaliger Chor des Klosters und heutige Friedhofskapelle

Bei Aufräumarbeiten im Jahr 2015 wurde in einem Klostersaal eine mittelalterliche Wandgestaltung entdeckt. Diese Wandgestaltung zieht sich durch den kompletten Saal und zeigt verschiedene christliche Motive.